# Företagsekonomi

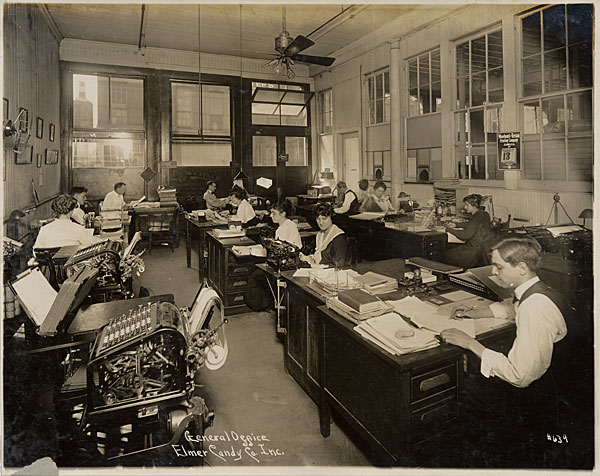
Candy Co Inc. i New Orleans, USA år 1917. Maskinerna till vänster används för bokföring. Idag har företagsekonomers arbete automatiserats ytterligare genom affärssystem.

Företagsekonomi är läran om företags hushållande med begränsade resurser. Det brukar användas som det övergripande namnet på en rad subdiscipliner relaterade till företag i en vidare bemärkelse, som även omfattar åtminstone formellt icke vinstinriktade organisationer. När det gäller den offentliga sektorn brukar man som parallellt begrepp använda förvaltningsekonomi.
På universitet och högskolor är företagsekonomi ett stort ämne såväl inom forskningen som vad gäller antalet studenter på grund- och på forskarnivå.

## Ämnet och termen företagsekonomi
I de flesta länder finns inte företagsekonomi som ett sammanhållet ämne. Istället betraktas discipliner som marknadsföring och redovisning som egna ämnen med specialiserade utbildningsprogram och examina. Att se företagsekonomi som en sammanhållen disciplin är influerad av de tyska handelshögskolorna (Handelshochschulen) som utgjorde en viktig förebild för de från början privatfinansierade Handelshögskolorna i Stockholm (grundat 1909) och Göteborg (grundad 1923). De första professorerna i företagsekonomi vid dessa lärosäten Ernst Walb respektive Walter Mahlberg kom från Tyskland. Professorer i företagsekonomi inrättades från och med 1958 i Uppsala (Sune Carlson) respektive Lund (Nils Västhagen), 1968 i Umeå (Dick Ramström) och Stockholms universitet 1972 (Lars Persson). Den första kvinnliga professorn i företagsekonomi blev Solvieg Wikström som tillträdde 1978 vid Lunds universitet.
På engelska kallas ibland företagsekonomi för business administration, business studies eller endast business. En ibland förekommande brittisk term är commerce. Den engelska termen economics betyder normalt nationalekonomi, vilket är en angränsande men separat vetenskap.

### Företagsekonomisk forskning
Forskningen inom företagsekonomi är mångfacetterad. Lite förenklat kan den sägas bestå av två huvudinriktningar, dels en analytisk och föreskrivande inriktning och dels en tolkande och förståelseinriktad gren. Den analytiska inriktningen domineras av kvantitativa metoder (statistik och beräkningar) medan den tolkande inriktningen domineras av kvalitativa metoder (intervjuer, textanalys och observationer).

#### Analytisk företagsekonomi
Forskningen inom detta område är ofta inriktad mot att definiera och precisera företagsekonomiska begrepp och ekonomiska samband (till exempel så kallade nyckeltal som mäter ekonomisk effektivitet och avkastning). Bland svenska företagsekonomer som gjort betydande insatser för att ta fram och normera begrepp märks Oscar Sillén (1883-1965), Albert ter Vehn (1900-1997), Gerhard Törnqvist (1894-1963), Paulsson Frenckner (1921-2005) och Sven-Erik Johansson (1924-).
Analytisk företagsekonomi handlar också om att finna optimala lösningar på företagsekonomiska problem såsom hur stora och hur många butiker ett handelsföretag bör ha, vad som är en lämplig styrelsesammansättning (antal ledamöter, deras erfarenheter, kön, mm), vad som kännetecknar en optimal balans mellan skulder och eget kapital eller hur företag bör gå tillväga vid internationalisering. Tidiga viktiga insatser kring optimeringsberäkningar och utveckling av metoder för sådana beräkningar har gjorts av Sune Carlson (1909-1999), Folke Kristensson (1914-1993) och Ulf af Trolle (1919-1997). Den analytiska företagsekonomin är besläktad med nationalekonomin särskilt dess delområde mikroekonomi med avseende på teoribildning och metodik.

#### Tolkande företagsekonomi
Den tolkande företagsekonomin utgår till stor del från den amerikanske nobelpristagaren i ekonomi Herbert Simons forskning och utveckling av begreppet begränsad rationalitet (bounded rationality). Med detta begrepp avses att beslutsfattare inte eftersträvar att finna optimala lösningar på beslutsproblem utan nöjer sig med satisfierande lösningar. Den begränsade rationaliteten beror på att beslutsfattare i regel inte har tillgång till all relevant information för att kunna fatta ett optimalt beslut, och att tid och tankekraft är begränsade tillgångar. En annan viktig förklaring till att organisationer är begränsat rationella enligt Simon är att de upprätthålls av aktörer med olika intressen som formerar sig till koalitioner som kan komma i konflikt med varandra och som ofta har andra intressen än att maximera företagets vinst. Exempel på detta är att arbetare sammansluter sig i fackföreningar, att olika professions- och funktionsföreträdare kan driva olika uppfattningar i frågor kring investeringar, tjänstetillsättningar och inriktningsbeslut. En IT-avdelning kan till exempel vilja investera mer i IT och anställa fler personer i funktionen än vad som är ekonomiskt optimalt för organisationen. Bland de första svenska företagsekonomer som byggt vidare på denna syn på företag och organisationer märks Eric Rhenman (1932-1993) och den Finlandsfödde Richard Normann (1943-2003) som ifrågasatte möjligheterna till långsiktsplanering på rationell grund utan istället visade på fördelar med en organisk och experimentell planeringsprocess. 
Den tolkande företagsekonomin i Sverige fick ett kraftigt uppsving under 1970-talet och gett upphov till en livskraftig och internationellt uppmärksammad forskning. Genom att betrakta organisatoriska processer som i stor utsträckning socialt konstruerad har fenomen som mytbildning, moden i företagsledning, ideologier och förvrängd kommunikation blivit identifierade och beskrivna.  
Andra exempel på fenomen som har uppmärksammats inom tolkande företagsekonomisk forskning är betydelsen av tillfälligheter och att företagsledare agerar reaktivt och att det är vanligt att lösningar söker problem i ett svårförutsägbart mönster. James G. March och Johan P Olsen är två forskare som lyft fram tillfälligheternas spel i beslutsfattande liksom att många beslut fattas vanemässigt, det vill säga att beslutsfattare fattar beslut som påminner om tidigare fattade beslut i syfte att spara tid och tankekraft. Beslutsfattande är också enligt bland andra Karl E Weick påverkat av hur beslutsfattare varseblir (make sense) av omgivningen. Att framtiden ofta är svår eller omöjlig att förutse leder till utfall som inte är förutsedda och att organisationsledare behöver arbeta mycket med att försöka korrigera sådana utfall. Några svenska forskare inom tolkande företagsekonomisk forskning är bland annat Sten Jönsson (1940), Lars Engwall (1942), Rolf A Lundin (1942), Barbara Czarniawska (1948), Kerstin Sahlin (1954) och Mats Alvesson (1956).

## Delämnen
Inom företagsekonomi studeras bland annat:
- redovisning
- finansiering
- ekonomistyrning
- logistik
- marknadsföring
- organisationsteori och ledarskap

Redovisning är det äldsta delämnet inom svensk företagsekonomi. Den tidiga forskningen och utvecklingsarbetet under mellankrigstiden handlade om att finna lämpliga principer för att beräkna kostnader för olika produkter (kalkylering) och att utveckla nationella principer för att värdera tillgångar samt hur dessa borde skrivas av i syfte att redovisningen skulle ge en rättvisande bild över företagets ekonomiska situation. Skillnaden mellan ett företags tillgångar och skulder benämns eget kapital och om detta är stort i förhållande till skulderna så har företaget en god ekonomisk ställning (soliditet). Redovisning inkluderar principer för löpande bokföring och för att upprätta bokslut såsom normalt görs i samband med att ett kalenderår har avslutats. Ett företags eller en organisations räkenskaper brukar granskas regelbundet av revisorer som utgör en viktig arbetsmarknad för företagsekonomer.
Finansiering handlar om hur ett företag eller en annan organisation kan anskaffa och förränta kapital genom att uppta aktiekapital från företagets aktieägare och lån från kreditgivare samt hur detta används i företagets verksamhet för att anskaffa, producera och försälja varor och tjänster. Ekonomistyrning är ett besläktat område som handlar om hur företaget skall kunna ha en sådan effektiv kapitalanvändning som möjligt, inte minst genom att upprätta och följa upp ekonomiska planer, även kallat för budgetering.
Logistik handlar om att utveckla och optimera materialflöden till, inom och från företaget.
Ekonomistyrning handlar om planering och uppföljning av verksamheter och individers arbetsprestationer. De som arbetar med ekonomistyrning kallas ibland controller. Många företagsekonomers arbete har idag mer eller mindre inslag av ekonomistyrning.
Marknadsföring handlar om de aktiviteter som företag och organisationer bedriver i syfte att stimulera efterfrågan på deras produkter och tjänster. Marknadsföring kan dels bedrivas genom reklam i olika medier eller genom olika slags personlig bearbetning av säljare. Modern marknadsföring handlar också i stor utsträckning om att stärka företagets eller dessa produkters renommé på marknaden, vilka brukar benämnas för varumärken. Marknadsföringsområdet hette ursprungligen distributionsteori och inkluderade hur företaget sköter distributionen av de egna produkterna med transporter, terminaler och grossistlager. Denna aspekt brukar numera hänföras till delämnet logistik som även bedrivs utanför det företagsekonomiska ämnesområdet, inte minst vid tekniska lärosäten.
Inom organisationsteori studeras hur företagens eller organisationernas interna administration är uppbyggd, till exempel förhållandet mellan centrala och lokala enheter, principer för organisering (t.ex. indelning som är geografisk, funktionell, produktbaserad) och styrning/ledarskap. Ett parallellt område till ledarskap utgörs relationer till anställda och fackliga organisationer som ofta hanteras av företagens personalfunktioner (även kallade för HR-funktioner efter det engelska begreppet Human Resources). Inom organisationsteoretisk forskning har det ofta påvisats att det inte bara är ekonomisk rationalitet som avgör hur företagen är organiserade utan även modeströmningar och strävan efter legitimitet från det omgivande samhället.

## Företagsekonomi i Sverige
Forskning och utbildning i företagsekonomi på högskole- och universitetsnivå bedrivs vid så gott som samtliga universitet och högskolor. De största utbildningsarrangörerna baserat på antalet antagna ht 2021 är Lunds universitet, Uppsala universitet, Stockholms universitet, Mälardalens universitet och Södertörns högskola. De äldsta utbildningsarrangörerna är Handelshögskolan i Stockholm (1909), Handelshögskolan i Göteborg (1923; högskolan införlivades i Göteborgs universitet 1971), Uppsala universitet (anor sedan 1700-talet, ämnets institution grundades 1958), Lunds universitet (1958) och Stockholms universitet (1962). Högre utbildning och forskning inom företagsekonomi bedrevs fram till sent 1950-tal endast av handelshögskolorna i Stockholm och Göteborg och fram till 1930-talet kallades ämnet "handelsteknik".
Utbildning i företagsekonomi vid svenska lärosäten sker i normalfallet genom att studenterna läser på något ekonomprogram. Ekonomprogrammen som är treåriga leder till en ekonomie kandidatexamen. Fyraåriga program leder till en ekonomie magisterutbildning eller till en civilekonomexamen (yrkesexamen) beroende på om lärosätet har rättigheter att utfärda denna examen. Flera stora lärosäten har valt att ha utbildningar enligt Bolognamodellen (3 år kandidat + 2 år master) men det är också vanligt med ett sammanhållet 4-årigt program. Ekonomutbildningar brukar förutom företagsekonomi innehålla kurser i nationalekonomi, statistik, handelsrätt/juridik och ibland även ekonomisk historia, ekonomisk geografi och informatik. I en ekonomexamen är företagsekonomi det vanligaste förekommande huvudämnet; under 2009 uppgick andelen examina med företagsekonomi som huvudämne till 84,3% enligt en enkät som skickats ut till alla studenter som tagit examen inom ramen för lärosätenas ekonomutbildningar.
Den svenska gymnasieskolan omfattar flera företagsekonomiska kurser, bland annat Företagsekonomi A, Företagsekonomi B, Marknadsföring, Redovisning och Beskattning, Affärskommunikation Engelska, Affärsjuridik, Internationell Ekonomi och Aktiekunskap.